# Skinwalkers (film, 2006)
Pour les articles homonymes, voir Skinwalkers.
Pour plus de détails, voir Fiche technique et Distribution.
Skinwalkers est un film germano-américano-canadien réalisé par James Isaac en 2006 présenté au Festival de Cannes 2006 et sorti en salles en 2007.

## Synopsis
Une jeune mère célibataire tente de protéger son fils d'une malédiction ancestrale.

## Fiche technique
- Titre : Skinwalkers
- Réalisateur : James Isaac
- Scénario : James DeMonaco - Todd Harthann - James Roday
- Producteurs : Don Carmody et Dennis Berardi
- Musique : Andrew Lockington
- Directeur photo : Adam Kane et David A. Armstrong
- Effets spéciaux : Stan Winston Studio Inc
- Genre : Horreur, fantastique
- Durée : 92 minutes
- Dates de sortie[1] :
  -  Russie : 2 août 2007
  -  France : 22 mai 2006 (Festival de Cannes)
- Film tous publics avec avertissement lors de sa sortie.

## Distribution
- Rhona Mitra (VF : Marie Donnio) : Rachel Talbot
- Jason Behr (VF : Anatole de Bodinat) : Varek
- Elias Koteas (VF : Lionel Tua) : Jonas
- Natassia Malthe (VF : Ludmila Ruoso) : Sonja
- Kim Coates : Zo
- Matthew Knight (VF : Téo Echelard) : Timothy Talbot
- Sarah Carter : Katherine
- Rogue Johnston : Grenier
- Shawn Roberts : Adam
- Barbara Gordon : Nana